# Muhammad Rifqi
Muhammad Rifqi (sinh ngày 6 tháng 2 năm 1993, ở Medan) là một cầu thủ bóng đá người Indonesia hiện tại thi đấu cho Barito Putera ở vị trí Hậu vệ 

## Sự nghiệp

### Persegres Gresik United
Mùa giải 2015, Rifqi gia nhập Persegres Gresik United cho Indonesia Super League ở ISC A, anh có bàn thắng đầu tiên cho Gresik United vào lưới Persija Jakarta ở những phút đầu tiên 

### Barito Putera
Năm 2017, Rifqi gia nhập Barito Putera 